# Flinterup Kirke
Kirke Flinterup Kirke er en kirke beliggende i Flinterup Kirke Flinterup Sogn by i 	Sorø Kommune på Midtsjælland. Skib, kor og apsis er bygget i romansk stil og de ældste dele er fra slutningen af 1100-tallet. Den fremstår som kampestensbygning, med detaljer udformet i kridtsten og frådsten. Det sengotiske hvælvede tårn og våbenhuset er fra ca.1500.
Flinterup by var oprindeligt bygget op omkring 3 store gårde; Viegaard (som senere brændte og blev genopbygget ude for byen), Flinterupgård, og Flintebjerggården.
Der bor omkring 300 mennesker i Flinterup.